# Sten Åkesson
Sten Ragnar Åkesson (i riksdagen kallad Åkesson i Raskarum), född 29 december 1900 i Södra Mellby, Kristanstads län, död 26 januari 1971 i Sankt Olof, Kivik, Kristianstads län, var en svensk lantbrukare och politiker (folkpartist). Son till riksdagsledamoten Johannes Åkesson.
Sten Åkesson arrenderade ett jordbruk i Raskarum och var ordförande i Kiviks kommunalfullmäktige 1951-1971. Han hade även uppdrag i landstinget och i den lokala bonderörelsen.
Han var riksdagsledamot 1956-1970 i första kammaren för Blekinge läns och Kristianstads läns valkrets. I riksdagen var han bland annat ledamot av tredje lagutskottet 1961-1970 samt suppleant i jordbruksutskottet under samma period. Han var särskilt engagerad i trädgårdsodlingens frågor samt i alkoholpolitik.